# الحروب الرومانية اللاتينية

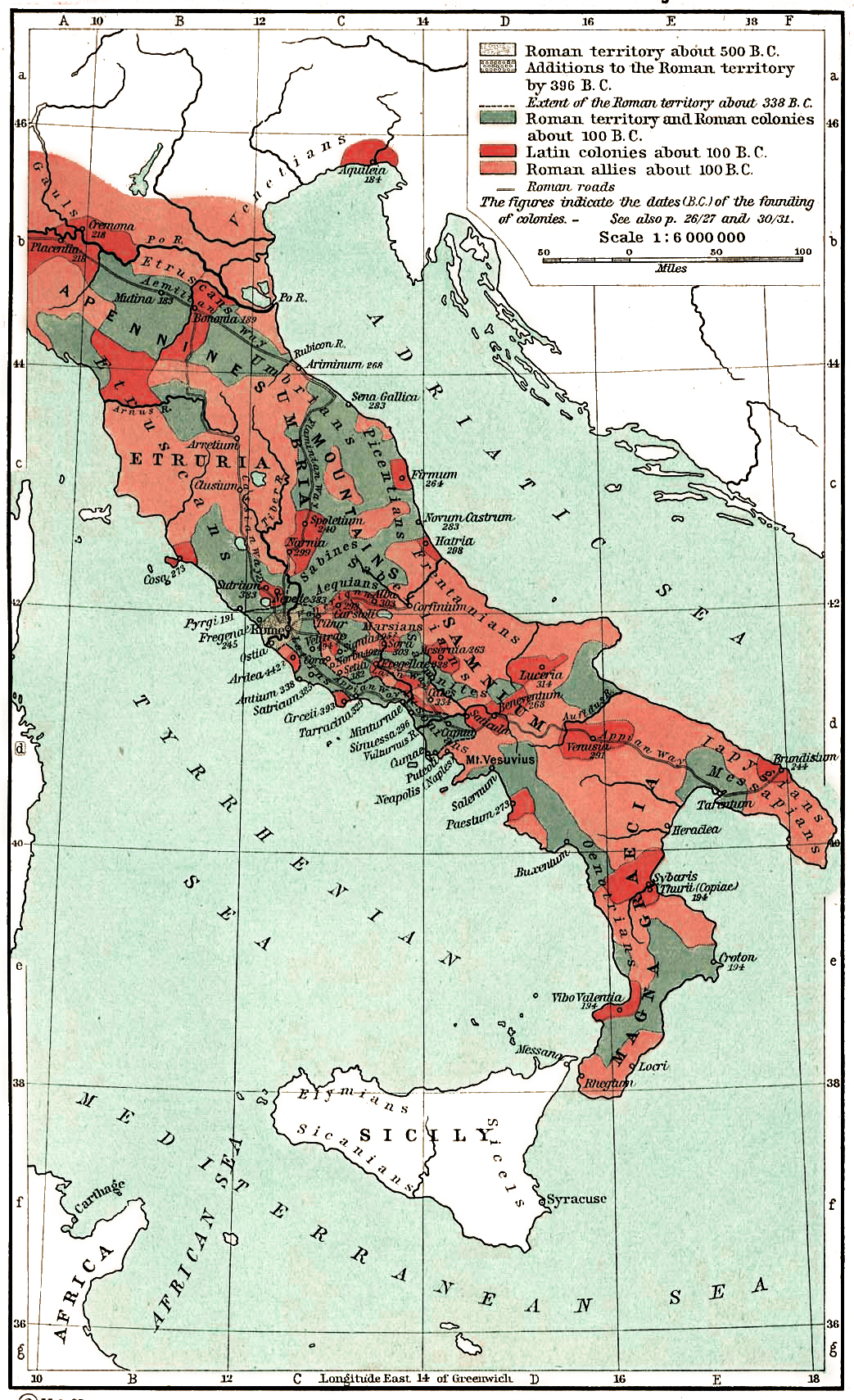
خاض اللاتينيون الحرب لاول مره مع روما في القرن السابع قبل الميلاد في عهد الملك انكوس مارسيوس

كانت الحروب الرومانية-اللاتينية سلسلة من الحروب التي دارت بين روما القديمة (بما في ذلك كل من المملكة الرومانية والجمهورية الرومانية) واللاتينيين، بدءًا من المراحل الأولى من تاريخ روما حتى إخضاع اللاتينيين النهائي لروما في أعقاب الحرب اللاتينية.

## الحرب الأولى مع روما
خاض اللاتينيون الحرب لأول مرة مع روما في القرن السابع قبل الميلاد في عهد الملك الروماني أنكوس مارسيوس.
وفقًا لليفى (أو تيتوس ليفيوس)، بدأت الحرب من قبل اللاتينيين الذين توقعوا أن يتبع أنكوس سعي جده نوما بومبيليوس للسلام. توغل اللاتينيون في البداية في الأراضي الرومانية. عندما سعت سفارة رومانيا إلى التعويض عن الضرر، رد اللاتينيون عليهم بطريقة قاسية. أعلن أنكوس بعد ذلك الحرب على اللاتينيين. يعتبر هذا الإعلان مهم تاريخيًا لأنه وفقًا لما ذكره ليفي، كانت هذه هي المرة الأولى التي يعلن فيها الرومان الحرب عن طريق الفيتيال.
زحف أنكوس مارسيوس من روما مع جيش جنده مؤخرًا، واستولى على بلدة بوليتوريوم اللاتينية. أُخليت البلدة من سكانها وأُجبروا على الاستقرار في أفنتين هيل في روما كمواطنين رومان جدد، بحسب التقاليد الرومانية التي اتُبعت أثناء الحروب مع قبيلة السابيون وألبا لونغا. عندما احتل اللاتينيون لاحقًا بلدة بوليتوريوم الفارغة، استولى أنكوس على المدينة مرة أخرى وهدمها كلها. نُقل المزيد من المواطنين اللاتينيين إلى روما عندما غزا أنكوس المدن اللاتينية مثل تيليني وفيكانا.
تركزت الحرب بعد ذلك على بلدة ميدوليا اللاتينية. كان للمدينة حامية قوية وكانت محصنة جيدًا. حدثت العديد من الاشتباكات خارج المدينة وانتصر الرومان في النهاية. عاد أنكوس إلى روما مع الكثير من الغنائم. نُقل المزيد من اللاتينين إلى روما كمواطنين واستقروا عند سفح نهر أفنتين بالقرب من تل بالاتين، بجوار معبد مورسيا.

## الحرب مع روما تحت قيادة تاركوينيوس بريسكوس
عندما حكم لوسيوس تاركينيوس بريسكس روما، خاض اللاتينيون حربًا مع روما في حادثتين.
كانت الحادثة الأولى وفقًا لفاستي تريومفالس قبل عام 588 قبل الميلاد، استولى تاركوينيوس على مدينة أبيولا اللاتينية، ومن هناك عاد ومعه كمية كبيرة من الغنائم إلى روما.
وفي الحادثة الثانية، سيطر تاركوينيوس على كامل لاتيوم، واستولى على عدد من البلدات اللاتينية أو التي ثارت عليهم مثل كورنيكيوليوم وفيكيوليا القديمة وكاميريا وكروستوميريوم وأميريولا وميديوليا ونومينتوم قبل الموافقة على السلام.

## الحرب بين كلوسيوم وأركتشيا
في عام 508 قبل الميلاد، غادر لارس بورسينا ملك كلوسيوم (التي اشتهرت في ذلك الوقت بأنها إحدى أقوى مدن إتروريا) روما بعد إنهاء حربه ضدها بموجب معاهدة سلام. قسم بورسينا قواته وأرسل جزءًا من جيش كلوسيوم مع ابنه أرونس لمحاصرة مدينة أريسيا اللاتينية. أرسل الأريسيون طلبًا للمساعدة من الرابطة اللاتينية، وكذلك من مدينة كوماي اليونانية. عندما وصل الدعم، غامر الجيش الأريسي خارج أسوار المدينة، والتقت الجيوش المشتركة مع القوات الكلوسيومية في المعركة. وفقًا لليفى، هزم الكلوسيوميون في البداية القوات الأريكتشية، لكن سمحت قوات كوماي للقوات الكلوسيومية بالمرور، ثم هاجموا من الخلف، وحققوا النصر ضد الكلوسيوميين. بحسب ليفي، هُزم الجيش الكلوسيومي بشكل كامل.

## ثورة بومتيان
في عام 503 قبل الميلاد، ثارت مدينتان لاتينيتان، هما بوميتيا وكورا، اللتان كانتا بحسب ليفي، مستعمرتَين رومانيتَين، ضد روما، وساعدتهم قبيلة أورونكي الجنوبية.
يقول ليفي إن الجيش الروماني بقيادة القناصل أغريبا مينينيوس لاناتوس وبوبليوس بوستوميوس توبرتوس التقوا بالعدو على الحدود وانتصروا، وبعد ذلك، كانت الحرب محصورة في بوميتيا. وبحسب ليفي، ذُبح العديد من سجناء العدو من كل جانب. يقول ليفي أيضًا أن القناصل احتفلوا بالانتصار بشكل صارخ.
في العام التالي حاول القنصلَين أوبيتر فيرجينيوس و س. كاسيوس الاستيلاء على بوميتيا عن طريق العاصفة، لكنهم لجؤوا بعد ذلك إلى حصارها. ومع ذلك، أطلق الأورونكيون مباغتة ناجحة، ودمروا أدوات الحصار، وجرح الكثيرون، وكاد أن يقتل أحد القناصل. تراجع الرومان إلى روما، وجندوا قوات إضافية، وعادوا إلى بوميتيا. أعادوا بناء آلات الحصار وعندما كانوا على وشك الاستيلاء على المدينة، استسلم البوميتانيون. قطع الرومان رؤوس قادة أورونكي، وباعوا البوميتانيين كعبيد، ودمروا المدينة. بحسب ليفي، احتفل القناصل بالانتصار بشكل صارخ أيضًا.

## معركة بحيرة ريجيلوس وفويدوس كاسيانوم
في عام 501 قبل الميلاد، وصلت معلومات إلى روما تفيد بأن ثلاثين مدينة لاتينية انضمت إلى تحالف ضد روما، بتحريض من أوكتافيوس ماميليوس من توسكولوم. نتيجة لذلك (وأيضًا بسبب الخلاف مع السابينيين)، عُيّن تيتوس لارسيوس كأول ديكتاتور لروما، مع سبوريوس كاسيوس بصفته قاضي الفرسان.
لكن الحرب مع اللاتينيين لم تحدث إلا بعد عامين على الأقل.
اندلعت الحرب في عام 499 قبل الميلاد، أو ربما 496 قبل الميلاد. في البداية حاصر الرومان فيدينيا (على الرغم من أنه لم يكن واضحًا من الذي بدأ الحصار)، واستولوا على كروستوميريوم (لم يكن واضحًا أيضًا من الذي استولى على المدينة)، وانشق برنيست لينضم إلى الرومان. عُيّن أولوس بوستوميوس ديكتاتورًا، مع تيتوس أيبوتيوس إلفا بصفته قاضي الفرسان. زحفوا مع الجيش الروماني إلى الأراضي اللاتينية وانتصروا في معركة بحيرة ريجيلوس.
بعد ذلك بوقت قصير، في عام 495 قبل الميلاد، قاوم اللاتين دعوات من فولشي للانضمام إليهم لمهاجمة روما، وذهبوا إلى حد تسليم السفراء الفولشيين إلى روما. منح مجلس الشيوخ الروماني كامتنان الحرية لـ 6000 سجين لاتيني، وفي المقابل أرسل اللاتين تاجًا من الذهب إلى معبد جوبيتر أوبتيموس ماكسيموس في روما. وتكوّن حشد كبير من بينهم الأسرى اللاتينيين المفرج عنهم الذين شكروا آسريهم. قيل إن روابط صداقة كبيرة نشأت بين الرومان واللاتينيين نتيجة لهذا الحدث. حذر اللاتينيون أيضًا روما من الغزو الفولشي الذي حدث بعد ذلك بوقت قصير في نفس العام.
في عام 493، أُبرمت معاهدة فويدوس كاسيانيوم، التي أسست تحالفًا عسكريًا متبادلًا بين المدن اللاتينية مع روما كشريك رئيسي. انضم شعب آخر هم شعب هيرنيسي إلى التحالف في وقت لاحق. في حين أن التفاصيل الدقيقة لاتحاد اللاتينيين ما تزال غير مؤكدة، لكن يبدوا هدفها العام واضحًا. خلال القرن الخامس، تعرض اللاتينيون للتهديد من قبل إيكوي وفولشي، الذين كانوا جزءًا من الشعوب الناطقة باللغة السابيلية المهاجرة من جبال الأبينيني إلى السهول. يُعتقد أنه حدث تجاوز للعديد من المجتمعات اللاتينية الطرفية، وسجلت المصادر القديمة حروبًا ضد أيكي أو فولشي أو كليهما كل عام تقريبًا خلال النصف الأول من القرن الخامس. هيمنت على هذه الحروب السنوية الغارات والغارات المضادة بدلًا من المعارك الضارية التي وصفتها المصادر القديمة.